# Mytar
Mytar (russisk: Мытарь) er en russisk spillefilm fra 1997 af Oleg Fomin.

## Medvirkende
- Oleg Fomin
- Anna Moltjanova
- Mikhail Gluzskij som Bajun
- Aleksandr Porokhovsjjikov som Pototskij
- Andrej Bubasjkin